# 武思江水库
武思江水库，位于中国广西壮族自治区贵港市港南区木梓镇境内，是武思江中游上的一座大（2）型水库。于1957年动工兴建，1958年竣工蓄水。1995年加固改造。水库控制流域面积907.5平方千米，库容约1.28亿立方米。主坝为粘土心墙土坝，坝高31.5米，坝长225米，坝宽5.5米。水库具有季调节功能，以灌溉为主，兼顾发电。水库灌溉耕地20450公顷，电站装机容量6.1兆瓦，年发电量2000千瓦时。库区地广人多，物产丰富，农业、商业和手工业都比较发达。